# Viry-Noureuil
Viry-Noureuil település Franciaországban, Aisne megyében. Lakosainak száma 1682 fő (2022. január 1.). Viry-Noureuil Chauny, Condren, Frières-Faillouël, Sinceny, Tergnier és Villequier-Aumont községekkel határos.

## Népesség
A település népessége az elmúlt években az alábbi módon változott:
| Lakosok száma | 1379 | 1674 | 1839 | 1952 | 1762 | 1713 | 1695 | 1688 | 1688 | 1682 |
|               | 1968 | 1982 | 1990 | 2006 | 2013 | 2015 | 2017 | 2019 | 2020 | 2022 |